# Costa del Sol
La Costa del Sol ("costa del sole" in italiano) è una regione costiera spagnola sul mar Mediterraneo, tra la punta Tarifa e Cabo de Gata. Corrisponde al litorale della provincia di Malaga ed è una delle zone turistiche più importanti del paese.

## Geografia
Grazie al clima particolarmente temperato (media annuale di 186 °C con circa 300 giorni di sole all'anno) la costa del Sol ha conosciuto uno sviluppo turistico a partire dagli anni cinquanta, quando giunsero i primi turisti dal Regno Unito, dalla Germania Ovest e dalla Scandinavia.
La scoperta della vocazione turistica della regione, unita alla conseguente crescita economica e demografica, ha fatto sì che oggi la costa del Sol sia una delle zone di soggiorno più rinomate a livello internazionale. Sparse lungo 150 km di costa, si trovano numerose località, come Marbella, Torremolinos, Fuengirola, Estepona, Mijas, Benalmádena e Nerja, oltre alla capitale Malaga.
La costa del Sol è oggi una striscia ad alta densità di cemento, caratterizzata dalla ormai quasi completa urbanizzazione della costa. Le tipologie abitative variano dalle case a schiera e palazzine popolari ai villaggi turistici con animazione, alberghi e resort di lusso; particolarmente ricercata è l'area di Marbella, in cui si trova la maggiore concentrazione di campi da golf.
Dal punto di vista delle infrastrutture le località sono collegate tramite una strada statale a scorrimento veloce (A-7) e un'autostrada litoranea (AP-7). Da dicembre 2007 Málaga è raggiunta dall'AVE (il treno ad alta velocità spagnolo), mentre l'aeroporto di Malaga è in fase di ampliamento. Pure in progetto sono due linee di metropolitana nella città stessa.

## Città (da ovest a est)
- Algeciras
- Gibilterra
- La Línea de la Concepción
- Estepona
- Marbella
- Fuengirola
- Mijas
- Benalmádena
- Torremolinos
- Malaga
- Vélez-Málaga
- Nerja
- Almuñécar
- Motril
- Adra
- Roquetas de Mar
- Almería